# شهرستان سنتر (پنسیلوانیا)
شهرستان سنتر، پنسیلوانیا (به انگلیسی: Centre County, Pennsylvania) شهرستانی در ایالات متحده آمریکا است که در پنسیلوانیا واقع شده‌است.

## خصوصیات
شهرستان سنتر ۲٬۸۸۰٫۰۸ کیلومترمربع مساحت دارد.